# El retrato (película)
El retrato es una película argentina del género de comedia filmada en blanco y negro dirigida por Carlos Schlieper según el guion de Alejandro Verbitsky y Emilio Villalba Welsh que se estrenó el 19 de junio de 1947 y que tuvo como protagonistas a Alberto de Mendoza, Mirtha Legrand, Osvaldo Miranda y Juan Carlos Thorry.

## Sinopsis
Una mujer reprimida, incapaz de dar cariño, es poseída por el espíritu de su abuela libertina.

## Comentario
El crítico Roland opinó: “técnica muy cuidada, fotografía radiante, sonido impecable, escenografía lujosa.” y Manrupe y Portela escribieron: “Esta farsa brillante, llena de observaciones acerca de los prejuicios femeninos, marca el comienzo del mejor cine de Carlos Schlieper y de Legrand actriz de comedia.

## Reparto
- Mirtha Legrand ... Clemen
- Francisco Barletta
- Héctor Calcaño ... Ladislao Moltai
- Alberto de Mendoza ... Pocho
- Carlos Enríquez ... Pedro
- Mario Faig
- Aurelia Ferrer
- Alberto Bello ... Cosme
- Osvaldo Miranda ... Eustaquio
- Horacio O'Connor
- Sara Olmos ... Olga
- Santiago Rebull
- María Santos ... Rosa
- Alberto Terrones
- Juan Carlos Thorry ... Raúl